# كلوفايبرات
كلوفايبرات كان أحد أدوية تخفيض الكوليسترول التي تنتمي إلى مجموعة الفايبرات لكنه منع استخدامه بعد إبحاث ودراسات قامت بها منظمة الصحة العالمية بينت زيادة بنسبة حالات الوفاة عند استخدامه في علاج مرض من امراض القلب.

## طريقة عمل الدواء
كلوفايبرات كبقية الفايبرات يقوم بتفعيل مستلمات مولدات بيروكسيسوم الفعالة (PPAR-peroxisome proliferator-activated receptors) والتي تؤثر على أيض السكريات والدهنيات وتكوين النسيج الدهني.

## فعاليته الدوائية
- يخفض مستوى الكوليسترول.
- يخفض مستوى الدهون الثلاثية.
- يحول اللايبوبروتين VLDL إلى لايبوبروتين LDL وبالتالي يقلل مستوى اللايبوبروتين VLDL.
- زيادة لمستوى اللايبوبروتين HDL.
- من الممكن أن يتسبب بتحفيز متلازمة الإفارز غير الملائم للهورمون المضاد للإدرار (فازوبرسين) (SIADH).